# Горняк (Луганская область)
Горняк (укр. Гірник) — посёлок, относится к Ровеньковскому городскому совету Луганской области Украины. Де факто — с 2014 года населённый пункт контролируется самопровозглашённой Луганской Народной Республикой.

## Географическое положение
В северных окрестностях посёлка находится исток реки Ореховой (правый приток Юськиной, бассейн Миуса). Соседние населённые пункты: посёлки Тацино, Михайловка и город Ровеньки на востоке, Вишнёвое и Орехово на юге, посёлки Дубовский и Верхний Нагольчик на западе, сёла Ильинка, Леськино, Рафайловка на севере, посёлки Кошары, Лозы на северо-востоке. В 10 км к северо-западу находится город Антрацит.

## Общие сведения
Поселок возник в 1950-х годах как шахтерский. В нем жили шахтеры с семьями, работающие на шахте №2 им. В.И. Чапаева. Административное здание шахты было построено в 1956 году, о чем свидетельствовала надпись, выложенная цветным шифером на крыше здания. У административного здания стоял памятник герою Гражданской войны В.И. Чапаеву. В период расцвета в поселке функционировала Чапаевская восьмилетняя школа и детский сад, было построено несколько двухэтажных многоквартирных домов, столовая и несколько магазинов. На берегу ближайшего пруда силами шахты была оборудована зона отдыха с прокатом лодок и выездным буфетом.
В январе 1989 года численность населения составляла 1099 человек.
После провозглашения независимости Украины размеры угледобычи сильно сократились, шахта закрылась и молодежь была вынуждена мигрировать в город.
На 1 января 2013 года численность населения составляла 795 человек.

## Транспорт
В 3 км западнее поселка проходит автодорога М-03 (Украина).

## Местный совет
94790, Луганская обл., Ровеньковский городской совет, пгт. Михайловка, ул. Молодежная, д. 8